# Deutsche Literaturkonferenz
Die Deutsche Literaturkonferenz e.V. ist die gemeinsame Stimme der am literarischen Leben in Deutschland maßgeblich beteiligten Verbände und Institutionen. Sie wurde 1991 als gemeinnütziger Verein gegründet, um die Belange der Literatur gegenüber der Öffentlichkeit sowie gegenüber Behörden und Gesetzgebern zu vertreten. Zu diesen Belangen gehören satzungsgemäß neben der „Wahrung der Literaturfreiheit“ u. a. das Urheberrecht und die Literatur- und Übersetzungsförderung.
Seit 1997 bildet der Verein als einziges Mitglied die Sektion Literatur im Deutschen Kulturrat.
Mitglieder sind folgende Institutionen:
- AG Literaturräte der Bundesrepublik
- Arbeitsgemeinschaft Literarischer Gesellschaften und Gedenkstätten
- Bibliothek und Information Deutschland (BID) – Bundesvereinigung Deutscher Bibliotheks- und Informationsverbände
- Borromäusverein
- Börsenverein des Deutschen Buchhandels
- BücherFrauen
- Deutsche Akademie für Sprache und Dichtung
- Deutscher Literaturfonds
- Deutscher Übersetzerfonds
- Evangelisches Literaturportal
- Freier Deutscher Autorenverband
- GEDOK – Verband der Gemeinschaften der Künstlerinnen und Kunstförderer
- Literarisches Colloquium Berlin
- Medibus – Mediengemeinschaft für blinde und sehbehinderte Menschen
- P.E.N.-Zentrum Deutschland
- Phantastik-Autoren-Netzwerk (PAN)
- Selfpublisher-Verband
- Stiftung Lesen
- Verband Bildungsmedien
- Verband deutschsprachiger Übersetzer literarischer und wissenschaftlicher Werke, VdÜ
- Verband Deutscher Bühnen- und Medienverlage
- VFLL – Verband der Freien Lektorinnen und Lektoren
- VS – Verband deutscher Schriftsteller in ver.di
- VG Wort

Ehemalige Mitglieder sind folgende Institutionen:
- Sankt Michaelsbund

Der Verein veranstaltet regelmäßig Symposien zu einschlägigen Themen des literarischen Lebens. Bis 2009 verlieh sie zudem jeweils am 24. Oktober, dem „Tag der Bibliotheken“, die (undotierte) Karl-Preusker-Medaille an eine Person oder Institution, die sich in besonderer Weise um das öffentliche Bibliothekswesen verdient gemacht hatte.